# Banksia dryandroides
Banksia dryandroides är en tvåhjärtbladig växtart som beskrevs av William Baxter. Banksia dryandroides ingår i släktet Banksia och familjen Proteaceae. Inga underarter finns listade i Catalogue of Life.